# Sala Consilina
Sala Consilina là một đô thị (comune) thuộc tỉnh Salerno trong vùng Campania của Ý. Sala Consilina có diện tích 59 km2, dân số là người (thời điểm ngày 1/12/2009).